# Erich Gostynski
Erich Gostynski (* 26. August 1904 in Harzgerode; † nach 1948) war ein deutsch-britischer Mediziner.

## Leben und Tätigkeit
Nach dem Studium der Medizin erhielt Gostynski 1930 seine Approbation. Im selben Jahr wurde er Assistenzarzt in der Inneren Abteilung des Städtischen Krankenhauses am Berlin-Friedrichshain. 1933 promovierte er an der Berliner Universität zum Dr. med.
Nach der Machtergreifung der Nationalsozialisten wurde Gostynski im April 1933 aus dem Staatsdienst entlassen. Er ging daraufhin in die Emigration nach Großbritannien. Dort wurde er zunächst Assistent in einer Arztpraxis, bevor er 1936 eine eigene Praxis in Manchester eröffnete. Er änderte seinen Namen schließlich in Erich Gostyn.
1945 wurde Gostynski/Gostyn Assistent an einer medizinisch-psychologischen Abteilung am Salford Royal Hospital.
Von den nationalsozialistischen Polizeiorganen wurde Gostynski als Staatsfeind eingestuft: Im Frühjahr 1940 wurde er vom Reichssicherheitshauptamt auf die Sonderfahndungsliste G.B. gesetzt, ein Verzeichnis von Personen, die im Falle einer erfolgreichen deutschen Invasion Großbritanniens durch die Sonderkommandos der SS-Einsatzgruppen mit besonderer Priorität ausfindig gemacht und verhaftet werden sollten.

## Schriften
- „Über die Bedeutung der Brugschschen Proibe als Lebensfunktionsprüfung“, in: Zeitschrift für klinische Medizin, Bd. 116, 1931, S. 108–127
- Über die Beteiligung der Nieren bei Periarteriitis nodosa, 1933.